# بیرکنستاک
بیرکنستاک (انگلیسی: Birkenstock) شرکت پوشاک آلمانی است، که در سال ۱۷۷۴ توسط جان آدام بیرکنستاک تأسیس شد.